# Вербовская сельская община
Вербовская сельская община (укр. Вербівська сільська громада) — бывшая объединённая территориальная община, в Нижнесерогозском районе Херсонской области. Административный центр — село Вербы.
Образована в 2019 году путём объединения Вербовского и Демьяновского сельских советов Нижнесерогозского района Херсонской области.
Площадь общины — 240,95 км2 , население — 2039 человек (2019).
Первые выборы депутатов совета и главы общины состоялись 22 декабря 2019 года.
Община не включена в перспективный план формирования территорий общин Херсонской области от 29 апреля 2020 года.
В июне 2020 года села Вербовской общины вошли в состав Нижнесерогозской общины.

## Населённые пункты
В состав общины входили 6 сёл: Вербы, Демьяновка, Донцово, Зерновое, Партизаны и Чеховка.